# Ceratoxyela decorosa
Ceratoxyela decorosa (лат.) — ископаемый вид пилильщиков рода Ceratoxyela из семейства Xyelidae. Обнаружен в меловых отложениях Китая (провинция Ляонин, Huangbanjigou, Shangyuan Town, Yixian Formation, барремский ярус, около 125 млн лет). Длина тела 10,3 мм, длина переднего крыла 7,6 мм. Вид Ceratoxyela decorosa был впервые описан в 2000 году китайскими энтомологами Х. Чжаном и Ж. Чжаном (H. C. Zhang, J. F. Zhang, Китай) вместе с видами Angaridyela endemica, A. robusta, A. suspecta, A. exculpta, Heteroxyela ignota, Isoxyela rudis, Lethoxyela excurva, L. vulgata, L. antiqua, Sinoxyela viriosa. Включён в состав рода Ceratoxyela и трибы Angaridyelini (Macroxyelinae). Сестринские таксоны: Angaridyela, Baissoxyela, Lethoxyela, Liaoxyela, Nigrimonticola и Ophthalmoxyela.